# 크세노크라테스
크세노크라테스 (Ξενοκράτης; c. 기원전 396/5 – 기원전 314/3)는 칼게돈에서 활동한 고대 그리스 철학자이며 수학자이고, 기원전 339/8년부터 기원전 314/3년까지 플라톤 아카데미의 교장이었다.